# Diócesis de Sandakan
La diócesis de Sandakan (en latín: Dioecesis Sandakanen(sis), en malayo: Keuskupan Sandakan y en inglés: Roman Catholic Diocese of Sandakan) es una circunscripción eclesiástica latina de la Iglesia católica en Malasia, sufragánea de la arquidiócesis de Kota Kinabalu. La diócesis tiene al obispo Julius Dusin Gitom como su ordinario desde el 16 de julio de 2007. 

## Territorio y organización
La diócesis tiene 43 110 km² y extiende su jurisdicción sobre los fieles católicos de rito latino residentes en las divisiones Sandakan y Tawau del estado de Sabah.
La sede de la diócesis se encuentra en la ciudad de Sandakan, en donde se halla la Catedral de Santa María.
En 2020 en la diócesis existían 5 parroquias.

## Historia
La diócesis fue erigida el 16 de julio de 2007 con la bula Missionalem per navitatem del papa Benedicto XVI, obteniendo el territorio de la diócesis de Kota Kinabalu (hoy arquidiócesis).
Originalmente sufragánea de la arquidiócesis de Kuching, el 23 de mayo de 2008 se unió a la provincia eclesiástica de la arquidiócesis de Kota Kinabalu.

## Estadísticas
De acuerdo al Anuario Pontificio 2021 la diócesis tenía a fines de 2020 un total de 59 266 fieles bautizados.
| Año                                                                             | Población            | Población | Población      | Sacerdotes | Sacerdotes    | Sacerdotes    | Bautizados por sacerdote | Diáconos permanentes | Religiosos | Religiosos | Parroquias |
| Año                                                                             | Bautizados católicos | Total     | % de católicos | Total      | Clero secular | Clero regular | Bautizados por sacerdote | Diáconos permanentes | Varones    | Mujeres    | Parroquias |
| ------------------------------------------------------------------------------- | -------------------- | --------- | -------------- | ---------- | ------------- | ------------- | ------------------------ | -------------------- | ---------- | ---------- | ---------- |
| 2007                                                                            | 64 000               | 1 000     | 6.4            | 6          | 6             |               | 10 666                   |                      |            | 2          | 4          |
| 2010                                                                            | 47 242               | 1 136 583 | 4.2            | 7          | 7             |               | 6748                     |                      |            | 10         | 4          |
| 2014                                                                            | 52 008               | 1 271 388 | 4.1            | 9          | 9             |               | 5778                     |                      | 1          | 12         | 4          |
| 2017                                                                            | 54 533               | 1 245 132 | 4.4            | 9          | 9             |               | 6059                     |                      |            | 8          | 5          |
| 2020                                                                            | 59 266               | 1 377 344 | 4.3            | 11         | 11            |               | 5387                     |                      |            | 9          | 5          |
| Fuente: Catholic-Hierarchy, que a su vez toma los datos del Anuario Pontificio. |                      |           |                |            |               |               |                          |                      |            |            |            |

## Episcopologio
- Julius Dusin Gitom, desde el 16 de julio de 2007